# Santuario della Madonna del Giglio (Alzano Lombardo)
Il santuario dell'Assunta di Grumasone  meglio conosciuto come la chiesa della Madonna del Giglio è un luogo di culto cattolico che si trova nella frazione Nese di Alzano Lombardo sull'antica strada che collega la Val Brembana dalla località Busa alla frazione e a Bergamo.

## Storia
Nella località Grumasone, fino dal XVI secolo, vi era documentata la presenza di una piccola cappella votiva decorata con un affresco raffigurante la Madonna col Bambino opera di ignoto, che era oggetto di devozione dei fedeli locali. La cappella fu poi ampliata e il dipinto inserito in una nicchia illuminata incorporata nell'altare maggiore, coperta con un velo.
Gli atti della visita pastorale di san Carlo Borromeo del 1575 la descrivono già edificata. Nei secoli successivi, XVII e XVIII alla chiesa furono eseguiti ulteriori restauri generali di ampliamento e di stabilità.

## Descrizione
L'edificio è proceduto da un piccolo sagrato in terra battuta. La facciata, molto semplice, ha il portale con cornice in arenaria modanata. Due piccole finestre laterali, protette da inferriate, hanno la medesima cornice e illuminano l'interno dell'aula. Un'ulteriore finestra è posta più in alto, centrale sopra il portale. La facciata termina con il tetto a due falde con gronda sporgente.
L'interno a navata unica è divisa da due lesene in tre campate. Le pareti conservano sei dipinti a olio raffiguranti la vita di Maria. La volta è completamente affrescata con motivi architettonici e floreali che si ripetono nella cantoria posta sulla controfacciata. Il presbiterio è di forma rettangolare.
Nella chiesa si conserva la tela dell'Assunta in cielo  eseguita dal Cavagna, l'altare, opera della bottega dei Caniana e la Madonna col Bambino scultura lignea di fine Quattrocento di Pietro Bussolo.